# Leo Williams (lekkoatleta)
Leo Williams (ur. 28 kwietnia 1960) – amerykański lekkoatleta, skoczek wzwyż.
W Bukareszcie w 1981 zdobył złoty medal uniwersjady z  wynikiem 2,25 m. W 1983 w Caracas został srebrnym medalistą igrzysk panamerykańskich z wynikiem 2,27 m. Na Mistrzostwach Świata w Helsinkach w 1983 zajął 12. miejsce w eliminacjach nie kwalifikując się do finału. W 1983 wywalczył tytuł wicemistrza Stanów Zjednoczonych
Swój rekord życiowy (2,29 m) ustanowił 4 marca 1982 w Provo.